# گوانگیانگ
شهر گوانگیانگ (به کره‌ای: 광양) (به انگلیسی: Gwangyang) با جمعیت ۱۳۵٫۸۸۱ نفر در ایالت جئولانام-دو در کشور کره‌جنوبی واقع شده‌است.